# Armand de Ricqlès
Pour les articles homonymes, voir Ricqlès.
Armand de Ricqlès, né le 23 décembre 1938 à Bruxelles (Belgique), est un paléontologue et biologiste français.

## Biographie
Armand de Ricqlès fit des études en sciences naturelles à la faculté des sciences de Paris en 1960 et obtint un doctorat ès sciences en 1963. Sa thèse sur le thème de l'histologie fut supervisée par le professeur Marcel Prenant. Il obtint un doctorat d'État (histologie et cytologie). Sa thèse fut publiée dans plusieurs revues dont les Annales de paléontologie.
De 1975 à 1982, il fut chargé de cours dans les domaines de l'anatomie comparée, la paléontologie, la biosystémique et la zoologie.
En 1983, il devint professeur à l'Université Paris VII (Biologie évolutive). En 1987, il accède au rang de professeur de première classe.
De 1996 à 2010, Armand de Ricqlès est titulaire de la chaire de Biologie historique et évolutionnisme au Collège de France.
Armand de Ricqlès est membre de la Société zoologique de France, a été président du conseil scientifique de l'UFR de Biologie et sciences de la nature de l'université Paris VII, membre du conseil scientifique (Section de la Recherche) du Muséum national d'histoire naturelle, membre du conseil scientifique (Section Collections et banques de données) du Muséum national d'histoire naturelle, membre du comité de suivi scientifique auprès de la Cellule de préfiguration de la grande galerie de l'Évolution du Muséum national d'histoire naturelle, président du conseil scientifique commun des services d'accueil de biosystématique, membre du comité national « Dynamique de la biodiversité et environnement » contribution française au programme international Biodiversitas UNESCO/SCOPE/UISB, Co-Directeur des Annales de Sciences naturelles - Biologie animale, Zoologie, Masson et Cie, Paris.